# Nadajda Teltakova
Nadajda Teltakova es una deportista turcomana que compitió en judo. Ganó una medalla de plata en el Campeonato Asiático de Judo de 1995, en la categoría abierta.

## Palmarés internacional
| Campeonato Asiático | Campeonato Asiático | Campeonato Asiático | Campeonato Asiático |
| Año                 | Lugar               | Medalla             | Categoría           |
| ------------------- | ------------------- | ------------------- | ------------------- |
| 1995                | Nueva Delhi (India) | Medalla de plata    | Abierta             |